# 武鑑

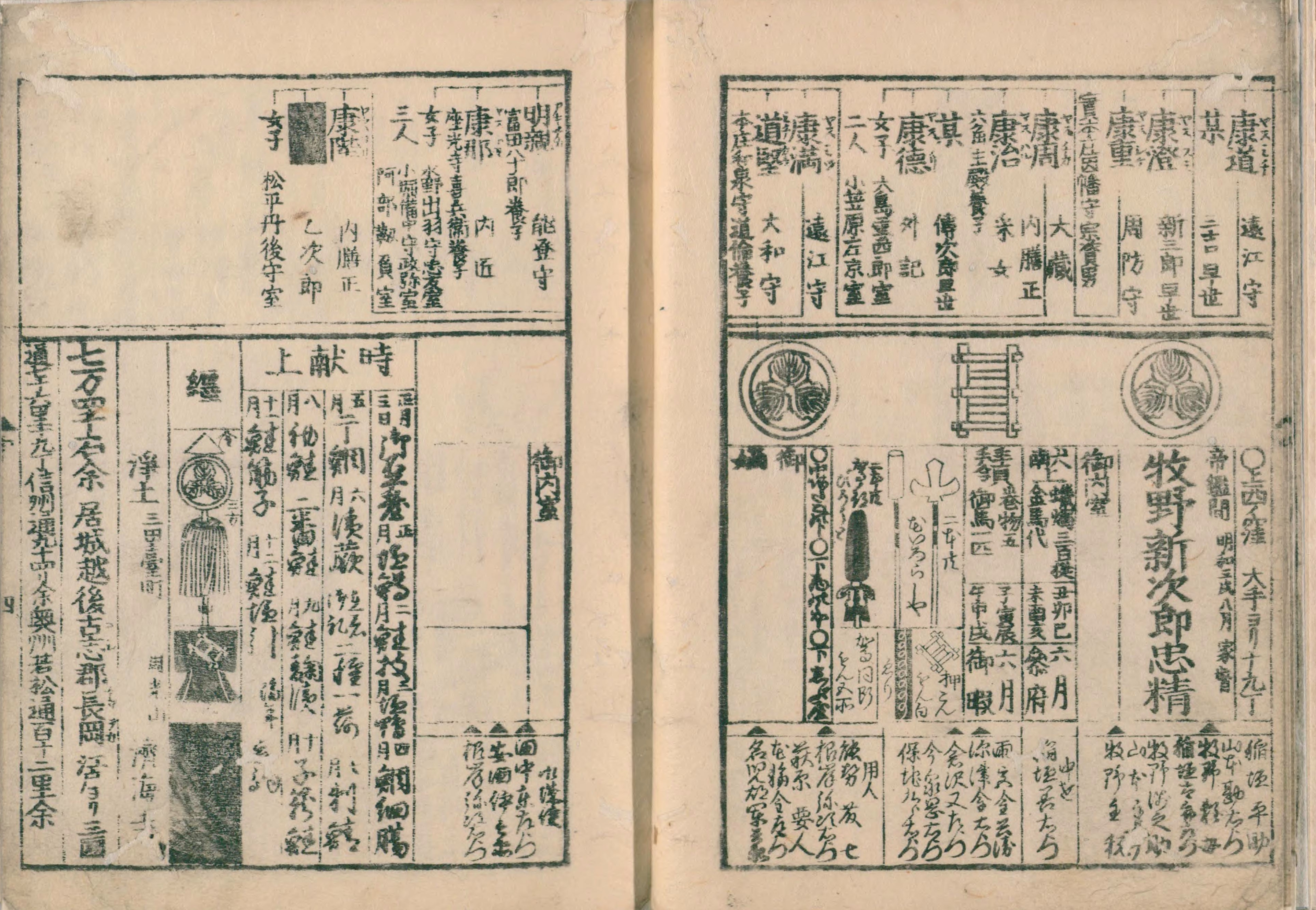
『安永三年 大名武鑑』（須原屋茂兵衛、安永3年（1774年）刊）
越後長岡藩第9代藩主牧野忠精の箇所

武鑑（ぶかん）は、江戸時代に出版された大名や江戸幕府役人の氏名・石高・俸給・家紋などを記した年鑑形式の紳士録。

## 概要

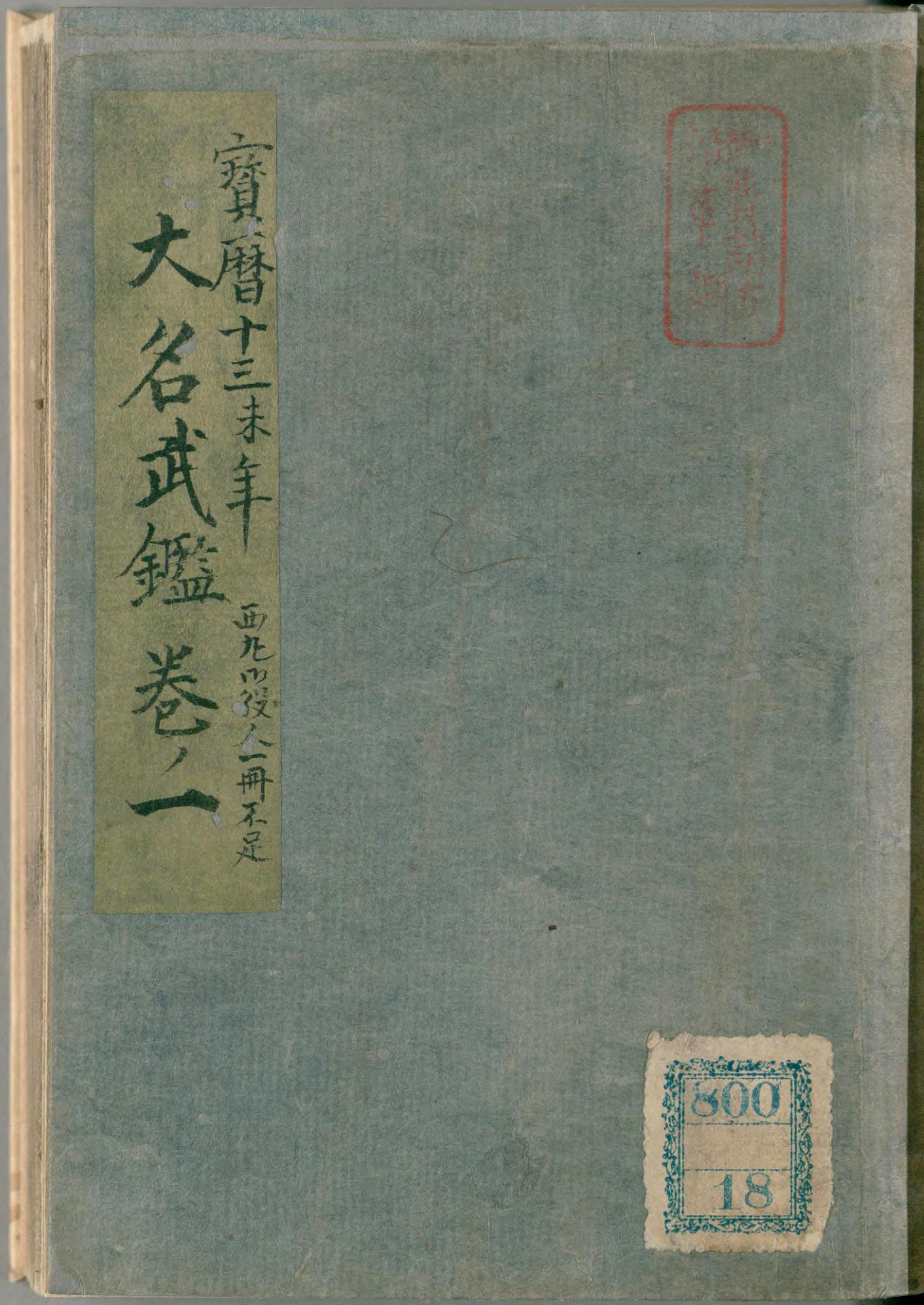
『宝暦十三年 大名武鑑』（須原屋茂兵衛、宝暦13年（1763年）刊）

江戸時代の出版物では一番のベストセラーで、商人には必須の書物であった。
江戸時代になって多数の武家が都市に集まるようになり、武士と取引を行う町人達にはそれらの家を判別する必要があった。武鑑はそのための実用書であり、また都市を訪れる人々にとってのガイドブックの役割も果たした。大名を記載した大名武鑑、旗本を記載した旗本武鑑などがある。武家の当主の氏名・官位・家紋・石高・役職・内室・城地・格式・幕府への献上品・行列の指物・用人等が記され、携帯用の略武鑑なども出現した。1年ごとに出版が行われ、役職などの移動に対応した。編集は民間の版元が行っており、江戸や京都・大坂で出版された。書店でも売られたが、行商の武鑑売も販売していた。桜田門外の変において井伊直弼を襲った浪士たちは、武鑑を手にして大名駕籠見物の田舎侍を装ったという逸話がある。
寛永年間（1624年 - 1644年）にその原型が現れ、正保4年（1647年）の『正保武鑑』でその形態が整った。中期以降は江戸最大の書物問屋であった須原屋茂兵衛がほぼ独占的に出版し始めた。一方で幕府御書物師の出雲寺和泉掾も江戸出雲寺刊本を出版して対抗した。
武鑑の出版には本屋仲間の許可が必要であり、許可を持たない版元は武鑑の名を隠し、役職なども記さないようにして出版した。大名の須原屋版の武鑑は四巻構成であったが、後に五巻構成となった（一、二巻大名衆、三巻御役人衆、四巻西御丸付、五巻御三家方付）。
武鑑のコレクションとしては森鷗外の鴎外文庫（東京大学総合図書館蔵）、幸田成友の幸田文庫（慶應義塾大学図書館蔵）、野村胡堂が収集した野村本（東京大学史料編纂所蔵）が知られる。鴎外は武鑑を主要な参考資料にして『伊澤蘭軒』や『渋江抽斎』を書いた。また橋本博は江戸時代の武鑑をまとめた『大武鑑』を編纂している。また、石井良助が柏書房を発行所として『編年江戸武鑑文化武鑑』と『編年江戸武鑑文政武鑑』を刊行した。

## 内容について
橋本博の『大武鑑』を見れば時代により掲載内容に違いがあるが、時代とともに内容は拡大している。『編年江戸武鑑文化武鑑』の例言によると巻1（親藩・10万石以上の諸大名）及び巻2（10万石未満の大名）の場合
1. 大名の姓：系統の同じ一族庶流を一括し、【】で姓を記載。松平姓賜姓の場合は（）で本姓を記載。
2. 大名の本国（本貫地）
3. 大名の系図
4. 大名家当主の人名
5. 大名の席次
6. 家督相続年
7. 位階
8. 内室：正室。なお婚約者の場合でも内室として記載される。実名記載でない。
9. 御嫡
10. 参勤
11. 時献上
12. 家紋
13. 槍印
14. 押
15. 駕
16. 纏
17. 船印、船幕印
18. 屋敷地
19. 菩提寺：藩主及び家臣が江戸で死去した際の菩提寺。但し、一部の藩では国元の菩提寺が掲載されている場合もある。また、小島藩で記載されているのが英信寺（下谷坂本）や西福寺（浅草）だが、同藩の年寄倉橋格が埋葬されているのが成覚寺だったりしており、家臣については強制的に菩提寺が決められていたわけではない。
20. 家臣：最低でも家老、用人、江戸留守居が記載される。藩により側用人や中老、番頭などを記載する。また家臣の役職名も掲載されているが、家老の項目を付さずに加判の役職を一括して無項目で掲載したり、越後長岡藩のように奉行という呼称を避けて中老や年寄として掲載しているなど、実際の藩職とは異なる場合も存在する。
21. 石高、居城、在所：表高を表記。なお、武鑑掲載順は親藩とその他の大名で大別した上で各大名家嫡家の石高順で掲載される。
22. 封地
23. 里程：江戸から居城までの里程。
24. 歴代城主
25. 舎弟：掲載されることは少ないが、いる場合は掲載する場合がある。

## 掲載内容のずれ
武鑑に限ったことではなく、現代の出版物でもあることだが、一年に一回しか改訂されず、かつ情報を仕入れ版木を彫って、刷り、刊行するので当然ながら、掲載内容に差が出てこざるをえないので、この点は注意すべき点である。
例えば『編年改訂 文化武鑑』に掲載される文化10年（1813年）刊行の須原屋茂兵衛蔵版の武鑑においては二本松藩主として丹羽長祥（加賀守）、嫡子として丹羽覚蔵誠之が登場するが、実際には丹羽長祥は文化10年8月25日（1813年9月19日））に死去している。翌年の武鑑では丹羽誠之（左京大夫。後の丹羽長富）が前年11月に相続したことが掲載されている。他方、文化9年2月3日（1812年3月15日）に久留米藩主・有馬頼貴が死去し、孫の有馬頼徳が相続するが、文化9年（1812年）の武鑑では久留米藩主として有馬頼徳が掲載されており、文化9年3月に相続した旨が掲載されており、掲載が間に合っている。
また、延享3年（1746年）刊行の須原屋茂兵衛蔵板武鑑においては、盗賊並火付方御改として掲載されているのが小濱平右衛門（同年4月28日まで）と中嶋百助（同年6月12日まで）、同延享3年12月5日（1747年1月15日）に死去している保科主水が出火之節見廻御役として掲載されていたりしている。
この点は現代の出版物でもいえることだが、武鑑の場合、『編年』を宣伝文句にしながら家臣情報などの一部分が毎年改訂でない場合があり、これは他史料で比較すると明らかになる。
例えば、巻2末項に『諸大名御隠居方並御家督』という全大名家の隠居者の一覧がある。米沢藩主上杉治憲は隠居してしばらくたった享和2年（1802年）に剃髪して鷹山と号したが、『諸大名御隠居方並御家督』において治憲の表記が『米沢侍従鷹山藤原治憲』に変更されるのは文化9年（1812年）の武鑑からである。
また、先述のとおり家臣の役職名が武鑑と実際の藩職で違う場合があるが、これは各藩によって呼称が違う役職名を実際の機能を考慮して標準化したり、陪臣と幕職との身分差に配慮した結果である可能性が高い。
例えば、米沢藩の小姓頭や大目付、仲之間年寄は武鑑では全て用人として掲載されていたり、仙台藩の小姓頭の坂時秀（英刀）が用人として掲載されているが、これは標準化の結果である可能性が高い。
米沢藩や仙台藩、越後長岡藩に奉行職があるが、幕職の諸奉行に配慮してか米沢藩や仙台藩の場合は項目を設けずに米沢藩では就任資格のある侍組分領家当主をまるまる掲載、仙台藩では一門と分けて掲載したりしている。越後長岡藩では『中老』として掲載し、実際に中老がいる場合には線引きで実際の中老と奉行を項目内で差別化掲載したりしている。
なお、実際は番頭兼用人であるが、武鑑に番頭の項目が設定されない藩の家臣である場合は用人として掲載している場合もある。